# 1943-as magyar asztalitenisz-bajnokság
Az 1943-as magyar asztalitenisz-bajnokság a huszonhetedik magyar bajnokság volt. A bajnokságot március 13. és 15. között rendezték meg Kolozsváron, a Vigadó Unió utcai nagytermében, a döntőket a Mátyás Király Diákházban. Férfi egyéniben nem hirdettek győztest, mert a döntőben mindkét játékos 2 és fél szettet nyert (az egyik szettben lejárt az idő, mielőtt egyikük is megnyerte volna), de a bajnokság elnyeréséhez 3 győzelem kellett volna.

## Eredmények
| Versenyszám  | Arany                                                              | Arany | Ezüst                                                           | Ezüst | Bronz | Bronz |
| ------------ | ------------------------------------------------------------------ | ----- | --------------------------------------------------------------- | ----- | --- | ----- |
| Férfi egyéni | nem hirdettek győztest                                             |       | Harangozó Tibor Szabadkai ATCSoós Ferenc Weiss Manfréd TK       |       | Sidó Ferenc Diósgyőri MÁVAGTill Károly Weiss Manfréd TK                                                          |       |
| Női egyéni   | Farkas Gizella Diósgyőri MÁVAG                                     |       | Kolozsvári Sára Kolozsvári Postás                               |       | Ábrahám Piroska MOVE TEMegyeri Károlyné MOVE TE                                                                  |       |
| Férfi páros  | Soós Ferenc, Till Károly Weiss Manfréd TK                          |       | Harangozó Tibor, Harangozó Vilmos Szabadkai ATC                 |       | Farkas József, Sidó Ferenc Diósgyőri MÁVAGVladone Viktor, Kovács László Kolozsvári Villamosművek SE              |       |
| Női páros    | Farkas Gizella, Kolozsvári Sára Diósgyőri MÁVAG, Kolozsvári Postás |       | Ábrahám Piroska, Megyeri Károlyné MOVE TE                       |       | Beck Rózsi, Vécseyné Kéki Ilona Újvidéki KOKSchönek Anna, Emődi Magda Budapesti TK                               |       |
| Vegyes páros | Farkas József, Farkas Gizella Diósgyőri MÁVAG                      |       | Sidó Ferenc, Kolozsvári Sára Diósgyőri MÁVAG, Kolozsvári Postás |       | Harangozó Vilmos, Emődi Magda Szabadkai ATC, Budapesti TKHarangozó Tibor, Ábrahám Piroska Szabadkai ATC, MOVE TE |       |